# Tex Ritter (cantante)
Woodward Maurice Ritter, detto Tex (Murvaul, 12 gennaio 1905 – Nashville, 2 gennaio 1974), è stato un cantante e attore statunitense, esponente di musica country.
È il figlio di due contadini, Martha Elizabeth Matthews e James Everett Ritter.
È padre di John Ritter e quindi nonno di Jason Ritter e Tyler Ritter.

## Discografia parziale
- 1958 - Songs from the Western Screen
- 1960 - Blood on the Saddle
- 1961 - Lincoln Hymns
- 1962 - Stan Kenton! Tex Ritter!
- 1966 - The Best of Tex Ritter
- 1967 - Sweet Land of Liberty
- 1967 - Just Beyond the Moon
- 1968 - Bump Tiddil Dee Bum Bum!
- 1973 - An American Legend
- 1974 - Fall Away

Nel film Mezzogiorno di fuoco del 1952 (High Noon) ha cantato il brano The Ballad of High Noon che ha vinto l'Oscar alla migliore canzone nelle premiazioni del 1953.

## Filmografia
- La valanga degli uomini rossi (Apache Ambush), regia di Fred F. Sears (1955)